# Scott Cawthon
Scott Braden Cawthon (Belton, Texas; 4 de junio de 1978) es un desarrollador de videojuegos, escritor y productor estadounidense.Es el creador de la franquicia Five Nights at Freddy's, el cual empezó con el desarrollo del juego homónimo en 2014. Lanzado independientemente, el juego obtuvo rápidamente popularidad y un estatus de culto. Cawthon desarrolló 10 juegos en general serie de 2014 hasta su retiro en 2021, además de tres spin-offs. También escribió varias historias basadas en Five Nights at Freddy's, incluyendo la novela Los Ojos de Plata
 y una película.

## Primeros años y trabajo
Cawthon estudió animación por computadora en el Art Institute of Houston en el año 1996. Es un cristiano devoto. Actualmente vive en Salado (Texas) con su mujer y sus 6 hijos.
Su carrera en Diseño de videojuegos y animación empezó en la década de 1990s. Cawthon reveló su primer juego (titulado Doofas) durante un live stream; hizo el juego cuando era un niño. Este juego más tarde se convirtió en un juego trol como el "demo" de Ultimate Custom Night. Sus primeros juegos oficiales fueron lanzados a principios de los 2000, uno de los primeros RPG Max, lanzado en 2002. Él luego se unió a Hope Animation, donde creó animaciones para niños basados en valores cristianos.
El 19 de marzo de 2007, Cawthon cargó la primera parte de una serie de ocho partes titulada The Pilgrim's Progress a su canal de YouTube, la cual fue lanzada como película a DVD dos años antes. La animación es una reversión de la novela homónima de John Bunyan. Después de lanzar The Pilgrim's Progress, Cawthon desarrolló varios juegos, incluyendo Sit N' Survive, Chipper and Sons Lumber Co., y The Desolate Hope. Algunos de estos estuvo entregado a Steam. Si bien The Desolate Hope superó el del proceso, algunos juegos, tales como Chipper and Sons Lumber Co., fueron fuertemente criticados por reviewers por tener personajes que se movían e interaccionaban como máquinas animatrónicas. Desalentándolo, casi al punto de dejar el desarrollo de videojuegos completamente, Cawthon finalmente decidió utilizar personajes animatronicos a su favor, provocando el desarrollo de la franquicia titulada  Five Nights at Freddy's.

## Five Nights at Freddy's

### Videojuegos

#### 2014–2018: Primeras siete entregas y primer spín-off
El 13 de junio de 2014, Cawthon presentó Five Nights at Freddy's al sistema Greenlight de Steam. Un tráiler fue lanzado al día siguiente, el 14 de junio con una demo. El 24 de julio del 2014, también lo presentó a IndieDB, donde obtuvo una popularidad masiva. Presentó el juego una tercera vez a Desura el 13 de agosto del 2014. El juego fue aceptado en Greenlight el 8 de agosto del 2014, y fue lanzado por un precio de $4.99. El juego fue bien recibido por críticos, y se convirtió en el objeto de numerosos vídeos Let's Play populares en YouTube. El 10 de noviembre del 2014, Cawthon lanzó la primera secuela tituló, Five Nights at Freddy's 2 por $7.99 en Steam. Poco después del lanzamiento de Five Nights at Freddy's 2, Cawthon removió toda información de su sitio oficial y la reemplazó con una imagen que mostraba la palabra "offline". El sitio web pronto empezó a mostrar teasers de Five Nights at Freddy's 3, el cual fue lanzado el 2 de marzo de 2015.
El 23 de julio del 2015, Cawthon lanzó Five Nights at Freddy's 4. Una actualización gratuita para "Halloween" fue lanzada el 31 de octubre del mismo año. El 15 de septiembre del 2015, Cawthon anunció el desarrollo de un videojuego de rol (RPG), titulado FNaF World. El juego no es de horror; sino más bien, un RPG estilizado. Fue lanzado el 21 de enero de 2016. Cuatro días después, Cawthon lo retiró de Steam, no satisfecho con los resultados, y lanzó una versión gratuita y mejorada en Game Jolt el 8 de febrero.
El 21 de mayo de 2016, Cawthon lanzó un tráiler para Five Nights at Freddy's: Sister Location, presentando dos nuevos animatrónicos así como variaciones de Foxy y Freddy conocidas como "funtime". Finalmente se lanzó el 7 de octubre de 2016, y fue generalmente bien recibido. Cawthon luego lanzó una actualización gratuita de una Custom Night el 2 diciembre, y poco después, el "Golden Freddy Mode" fue añadido a la actualización.
El 3 de julio de 2017, Cawthon anunció la cancelación de una sexta entrega principal de Five Nights at Freddy's, después de que haber declarado un mes antes que se encontraba trabajando en un sexto juego. Explicó que él estaba desatendiendo otras cosas importantes en su vida, pero dijo que no planeaba abandonar la serie y que podía llegar a lanzar un juego spin-off al estilo FNaF World en el futuro. Sin embargo, con el lanzamiento de Freddy Fazbear's Pizzeria Simulator el 4 de diciembre de 2017, se confirmó que fue una trolleada.
El 28 de junio de 2018, la séptima entrega principal de la serie, Ultimate Custom Night, fue lanzado gratis en Steam. Presenta más de 50 personajes de la franquicia. En la publicación de Próximos proyectos de Cawthon en Steam, señaló que los acuerdos para los ports a consola habían sido firmados, así como más información sobre la realidad virtual y juegos de realidad aumentada. También anunció que una nueva serie de libros: "Five Nights at Freddy's: Fazbear Frights", estaba por llegar. El 27 de agosto de 2018, Cawthon comentó en una publicación con respecto a la verdadera voz de Fredbear en UCN, "tengo un presentimiento de que veremos más de Kellen en el universo FNAF. Su trabajo aún no está terminado", dando a entender que posiblemente estaba desarrollando un octavo juego.

#### 2019–2023: Octava a décima entrega, virtual reality, y película de Five Nights at Freddy's
A principios del 2019, Cawthon anunció que formó equipo con un pequeño estudio de videojuegos llamado Steel Wool Studios, que serán quienes realizarán futuras entregas de Five Nights at Freddy's, mientras Scott será la persona principal para el desarrollo de la historía y los diseños de los animatrónicos, así como del gameplay. El 28 de mayo de 2019, Cawthon lanzó el juego virtual Five Nights at Freddy's: Help Wanted tanto para PC y PlayStation VR. Un DLC, Curse of Dreadbear, fue lanzado el 23 de octubre del 2019. El 8 de agosto de 2019, durante el quinto aniversario del primer juego, Cawthon posteo una nueva imagen en su sitio web, un teaser de la décima entrega de la serie. Muestra un moderno centro comercial que contiene una arena de laser tag, un arcade, un cine grande, y un Freddy Fazbear's Pizza restaurant; en la plaza principal, versiones de los 80's de Freddy Fazbear, Chica, y dos animatrónicos completamente nuevos pueden verse tocando para una multitud entusiasmada. En septiembre del 2019, un teaser y tráileres fueron postedos en el canal de YouTube de Illumix con respecto al juego de Realidad Aumentada (AR). Se reveló que el título era Five Nights at Freddy's: Special Delivery. Fue lanzado gratis el 25 de noviembre de 2019, en iOS & Android. Más tarde, el 29 de septiembre de 2019, el sitio web de Cawthon fue actualizado con un nuevo teaser presentando "Glamrock Freddy" y fue seguido por un teaser actualizado presentando al personaje de Vanny de Five Nights at Freddy's: Help Wanted como una sombra.
El 24, de marzo de 2020, otro teaser presentando un nuevo personaje de tipo caimán fue posteado, más tarde se conoció que se llamaba Montgomery Gator. El 21 de abril del 2020, los nombres de los personajes fueron filtrados de la lista de productos próximos de Funko, y el título se reveló como Five Nights at Freddy's: PizzaPlex. Unas cuantas horas más tarde, el 22 de abril de 2020, Scott Cawthon confirmó las filtraciones vía Reddit y reveló que el título no es oficial y que tal es sólo para Funko. Cawthon También anunció que el juego estaba planificado para lanzarse a fines del 2020. El 12 de junio del 2020, otro teaser fue lanzado, presentando el protagonista del juego, una guardia de seguridad sin nombre. El 7 de agosto del 2020, un teaser de Vanny fue lanzado. Un día más tarde, Scott reveló los personajes Glamrock Chica y Roxanne Wolf vía Reddit.
El 21 de agosto del 2020, Cawthon anunció su plan para ayudar a financiar y publicar juegos de Five Nights at Feddy's desarrollados por los fanáticos, incluidas con las entregas anteriores en su respectivas series. No estará involucrado en ninguno de los elementos creativos, pero ayudará con marketing y soporte editorial así como apropiado autorizando. Los juegos incluidos son One Night at Flumpty's series, Five Nights at Candy's series, The Joy of Creation: Ignitied Collection (constando de al The Joy of Creation original, The Joy of Creation: Reborn, y The Joy of Creation: Story Mode), Popgoes Evergreen (incluyendo el juego del prólogo Popgoes Arcada), y Five Nights at Freddy's Plus, una versión/reimaginación del juego original. Cawthon También declaró que estos juegos también probablemente venidos a móviles y consolas y poder incluso haber merchandise creado para ellos. El primer juego lanzado bajo esta iniciativa era un port de One Nighte at Flumpty's para Android y iOS el 31 de octubre y 18 de noviembre del 2020, respectivamente. El segundo juego que fue lanzado era un port de su secuela One Night at Flumpty's 2 el 20 de enero del 2021, de nuevo, para Android y iOS. El próximo juego que fue lanzado fue One Night at Flumpty's 3 el 31 de octubre del 2021 para PC y dispositivos móviles, y para consolas en una fecha posterior.
El 16 de septiembre del 2020, durante una presentación de PlayStation 5, se reveló que Five Nights at Freddy's: Security Breach llegaría a PlayStation 5 con trazado de rayos en tiempo real. Su lanzamiento inicial será para PlayStation 5, PlayStation 4, PC y llegaría a otras plataformas tres meses más tarde. En diciembre de 2020, Scott anunció que Five Nights at Freddy's: Security Breach retrasaría su salida hasta 2021,  declarando que el juego era demasiado grande para ser acabado antes de fin de año.
En enero de 2021, en el livestream oficial GeForce, el segundo tráiler para Five Nights at Freddy's: Security Breach fue revelado exhibiendo el juego con la tarjeta gráfica Nvidia GeForce más nueva. Un mes más tarde, en marzo del 2021, en el evento PlayStation State of Play, el tráiler oficial del juego de Five Nights at Freddy's: Security Breach fue revelado confirmando que será un juego libre, a diferencia de los anteriores juegos de la saga. Fue el juego más popular en ese livestream, obteniendo millones de vistas en las primeras 24 horas. El 13 de marzo, Cawthon también reveló múltiples imágenes para Security Breach en un livestream del YouTuber Dawko.
El 16 de junio de 2021, Cawthon posteó un mensaje en su sitio web anunciando su retiro en el desarrollo de videojuegos públicos y expresando agradecimiento hacia sus seguidores por su continuo apoyo. Declaró que desea retirarse para pasar más tiempo con sus hijos. Declaró su intención para nombrar un sucesor para garantizar que la franquicia de FNaF siga adelante, mientras él mismo continuaría ocupando un rol menor en su desarrollo. Se desconoce si conservará la propiedad intelectual de Five Nights at Freddy's, si continuará trabajando en la película, o tomar decisiones creativas adicionales con respecto a la franquicia.
El 1 de febrero de 2023, se empezó a filmar una película basada en la franquicia de FNaF (Five Nights At Freddy's) en Nueva Orleans. 
El 3 de abril de 2023, se finalizaría la filmación de la película Five Nights at Freddy's (película).
25 de octubre de 2023, la película Five Nights at Freddy's (película) se estrena en los cines de América y Reino Unido. Se estrena en la plataforma de streaming Peacock.

### Novelas
En diciembre del 2015, Scott Cawthon lanzó un teaser de su primera novela, "Five Nights at Freddy's: The Untold Story", posteriormente renombrada como Five Nights at Freddy's: Los Ojos de Plata. El libro fue lanzado el 17 de diciembre de 2015, como un e-book para Amazon; la edición física también está disponible. Según Cawthon, el libro fue lanzado antes de su fecha de lanzamiento prevista debido a un error por parte de Amazon. El 24 de junio de 2016, Cawthon anunció que había hecho un trato de tres libros con Scholastic Corporation y que el primer libro (Los Ojos de Plata) sería rerimpreso en papel en octubre de ese mismo año, con el segundo y el tercero a ser lanzado en 2017 y 2018.
El 27 de junio del 2017, la segunda novela de Cawthon, "Five Nights at Freddy's: The Twisted Ones" ("Five Nights at Freddy's: Los Otros Animatronicos"), fue lanzado. Es la secuela de The Silver Eyes, y su historia sigue al personaje principal, Charlie, quien está "traída de nuevo al mundo de las aterradoras creaciones de su padre" cuándo intentaba superar los acontecimientos de Los Ojos de Plata. El 29 de agosto de 2017, Cawthon lanzó la primera guía oficial de Five Nights at Freddy's, titulada The Freddy's Files. Contiene perfiles de personajes, easter eggs, tips para el juego, y teorías que brotaron de la franquicia.
El 26 de diciembre de 2017, Cawthon lanzó la segunda guía para Five Nights at Freddy's llamada Survival Logbook. A diferencia de lanzamientos anteriores de libros, Survival Logbook no tiene ediciones de Amazona Kindle listadas, implicando que tiene páginas diseñadas para escritura tradicional como en lugar de sencillamente leer desde un dispositivo. El libro, disfrazado como un libro de actividad para niños normal, contiene muchas cosas para hacer, incluyendo una sopa de letras, dibujos de cuadrículas, y actividades de rellenar espacios en blanco, sin embargo, se descubrió que todo de esto contiene secretos involucrados con el lore de la saga.
El 26 de junio de 2018, la tercera novela de la serie de libros Five Nights at Freddy's, "Five Nights at Freddy's: The Fourth Closet", fue revelado en Amazon.com y estaba programado para lanzarse ese mismo día.
El 26 de diciembre de 2019, el primer libro de una serie de once libros, Fazbear Frights #1: Into The Pit fue lanzada en Amazon en los formatos Kindle & Paperback. Los próximos diez libros también tuvieron sus fechas de lanzamiento y títulos anunciados a lo largo del tiempo.

### Película prevista
Warner Bros. Pictures anunció en abril del 2015 que había adquirido los derechos de la saga para una adaptación filmica. Roy Lee, David Katzenberg, y Seth Grahame-Smith se establecieron para producir. Grahame-Smith declaró que colaboraría con Cawthon "para hacer una demente, aterradora y extrañamente adorable película". En julio de 2015, Gil Kenan firmó para dirigir la adaptación y coescribirlo con Tyler Burton Smith.
En enero del 2017, Cawthon declaró que debido parcialmente a "problemas dentro de la industria del cine en general", la película "se encontró con varios retrasos y obstáculos" y fue "de vuelta al punto de partida", pero prometió que "estaría implicado con la película desde el día uno esta vez, y esto es algo extremadamente importante para mí. Quiero que esta película sea algo que esté entusiasmado de que vea la fanbase".
En marzo de 2017, Cawthon twiteó una foto en Blumhouse Productions, sugiriendo que la película tuvo una nueva compañía de producción. En mayo del 2017, el productor Jason Blum confirmó la noticia, reclamando que estaba entusiasmado y trabajando en estrecha colaboración con Cawthon en la adaptación. En junio del 2017, Gil Kenan dijo que ya no dirijía la película de Five Nights at Freddy's después del cambio de rumbo de Warner Bros. Pictures. El 13 de febrero de 2018, Blumhouse Productions reveló en Twitter que Chris Colombus  estaría trabajando en la película como director, además de producirla junto con Blum y Cawthon.
En agosto de 2018, Scott Cawthon posteó en un foro de Steam, en el que declaró que la película estará basada en el primer juego, y que si se realizan tanto la segunda como la tercera película, estarán basadas en el segundo y el tercer juego, respectivamente. Más tarde en ese mismo mes, Blum tuiteó que la película tenía una ventana de lanzamiento prevista para 2020. En noviembre de 2018, Cawthon anunció que el guion de la película había sido desechado y se retrasaría aún más.
El 20 de noviembre de 2020, Cawthon hizo un post en Reddit hablando los varios guiones desechados para la película, seguido por el anuncio de que la película tiene un guion definitivo y que el rodaje comenzará en la primavera de 2021. Sin embargo, Blum reveló en septiembre de 2021 que la película aún tenía problemas con el guion y que Columbus ya no estaba vinculado al proyecto como director. Aun con todos los inconvenientes anteriores, el rodaje dio inicio el 2023 en el mes de febrero, sacando el tráiler de estreno y dando una gran esperanza de aún más películas.

## Imagen pública
En noviembre del 2019, Cawthon anunció que el estaría creando un juego específicamente para un evento de recaudación de fondos para el St. Jude Children's Research Hospital organizado por MatPat, quien jugaría el juego con sus colegas YouTubers Dawko y Markiplier en un live stream. El juego, Freddy in Space 2, fue lanzado el 3 de diciembre en Game Jolt, e incluía montos escondidos de dólares en todo lo que dictaba cuánto donaría Cawthon después de la transmisión. Se jactó que había un total disponible de $500,000 para encontrar, pero advirtió que sería difícil y que dudaba sobre si serían capaces de encontrarlo todo, cuando a su testeador le había tomado cinco horas para completar el juego. Originalmente, el juego tenía un espacio de dos horas para ser presentado en la transmisión; sin embargo, Markiplier continuó jugando después de que el live stream había terminado y logró encontrar $100,000 ocultos finales escondido que elevaron el total de la donación a $451,200. Cawthon pasó a donar el total de $500,000 a St. Jude's.
El 10 de junio del 2021, Cawthon fue tendencia en Twitter cuándo sus donaciones políticas disponibles públicamente fueron compartidas en dicha red social. Salvo por una donación al representante Demócrata Tulsi Gabbard, todas las donaciones fueron a organizaciones y candidatos Republicanos. Posteriormente, Cawthon confirmó en un comunicado posteada en Reddit que es Republicano y que ha hecho importantes donaciones financieras en apoyo a candidatos políticos conservadores, mientras se describió como un "pro-vida". También afirmó que después de que las donaciones fueran reveladas, había sido doxeado y que recibió amenazas de violencia y allanamiento de morada. Mientras que la reacción al post de Cawthon en Reddit fue positiva, la reacción en redes sociales tales como Twitter fue mixta, donde algunos miembros de la comunidad LGBTQ+, quienes hacen una porción significativa de la base de seguidores de la franquicia de Five Nights at Freddy's, reaccionaron negativamente. Días después de que las donaciones fueran descubiertas, Cawthon anunció que se retiraría del desarrollo de videojuegos, con planes de seleccionar a alguien para supervisar la serie de Five Nights at Freddy's después de su retiro.

## Videojuegos
| Año  | Título                                                        |
| ---- | ------------------------------------------------------------- |
| 1994 | Floppy Disk                                                   |
| 1994 | Doofas                                                        |
| 2002 | RPG Max                                                       |
| 190w | The Fifth Paradox                                             |
| 190w | RPG Max 2                                                     |
| 190w | Lost Island                                                   |
| 190w | Elemage                                                       |
| 190w | Mega Knight                                                   |
| 190w | Dank Knight                                                   |
| 190w | Dungeon                                                       |
| 190w | Dinostria                                                     |
| 190w | Phantom Core: The Moon Mission                                |
| 190w | War                                                           |
| 190w | Gunball                                                       |
| 190w | Stellar Gun                                                   |
| 190w | Ships of Chaos                                                |
| 190w | Legacy of Flan                                                |
| 190w | Legacy of Flan 2: Flans Online                                |
| 190w | Legacy of Flan 2: Flans Online Version 2.0                    |
| 190w | Legacy of Flan 3: Storm of Hades                              |
| 2004 | Flannville                                                    |
| 2004 | Junkyard Apocalypse                                           |
| 2004 | Moon Minions                                                  |
| 2005 | Flannville 2                                                  |
| 2005 | Mini-Metroid                                                  |
| 2005 | Metroid: Ripped Worlds                                        |
| 2005 | Leyend of White Whale                                         |
| 2005 | Chup´s Quest                                                  |
| 2006 | The Misadventures of Sigfried the Dark Elf on a Tuesday Night |
| 2006 | Bogart                                                        |
| 2006 | Bogart 2: Return of Bogart                                    |
| 2006 | Light from Above                                              |
| 2007 | Weird Colony                                                  |
| 2007 | M.O.O.N.                                                      |
| 2007 | Legacy of Flan 4: Flan Rising                                 |
| 2007 | The Desolate Room                                             |
| 2008 | Iffermoon                                                     |
| 2011 | The Powermon Adventure!                                       |
| 2011 | Doomsday Picnic RPG                                           |
| 2011 | Slumberfish!                                                  |
| 2011 | Slumberfish!: Catching Z's                                    |
| 2011 | The Pilgrim´s Progress: The Video Game                        |
| 2012 | The Desolate Hope                                             |
| 2013 | Aquatic Critters Slots                                        |
| 2013 | Vegas Fantasy Jackpot                                         |
| 2013 | Vegas Wild Slots                                              |
| 2013 | Golden Galaxy                                                 |
| 2013 | Mafia! Slot Machine                                           |
| 2013 | Platinum Slots Collection                                     |
| 2013 | Chipper and Sons Lumber Co.                                   |
| 2013 | Bad Waiter Tip Calculator                                     |
| 2014 | Forever Quester                                               |
| 2014 | Snap-A-Game: Classic RPG                                      |
| 2014 | Jumbo Slots Collection                                        |
| 2014 | Pimp My Dungeon                                               |
| 2014 | There is No Pause Button!                                     |
| 2014 | Slumberfish                                                   |
| 2014 | Fighter Mage Bard                                             |
| 2014 | Use Holy Water!                                               |
| 2014 | Rage Quit                                                     |
| 2014 | 20 Useless Apps                                               |
| 2014 | Cropple                                                       |
| 2014 | Spooky Scan                                                   |
| 2014 | Vega Fantasy Slots                                            |
| 2014 | Pogoduck                                                      |
| 2014 | Scott's Fantasy Slots                                         |
| 2014 | VIP Woodland Casino                                           |
| 2014 | Hawaiian Jackpots                                             |
| 2014 | 8-Bit RPG Creator                                             |
| 2014 | Bible Story Slots                                             |
| 2014 | Magnum Slots Collection                                       |
| 2014 | Gemsa                                                         |
| 2014 | Fart Hotel                                                    |
| 2014 | Chubby Hurdles                                                |
| 2014 | Shell Shatter                                                 |
| 2014 | Kitty in the Crowd                                            |
| 2014 | Dark Prisms                                                   |
| 2014 | Sit 'N' Survive                                               |
| 2014 | Five Nights at Freddy's                                       |
| 2014 | Five Nights at Freddy's 2                                     |
| 2015 | Five Nights at Freddy's 3                                     |
| 2015 | Five Nights at Freddy's 4                                     |
| 2016 | FNaF World                                                    |
| 2016 | Five Nights at Freddy's: Sister Location                      |
| 2017 | Freddy Fazbear's Pizzeria Simulator                           |
| 2018 | Ultimate Custom Night                                         |
| 2019 | Five Nights at Freddy's: Help Wanted                          |
| 2019 | Five Nights at Freddys: Special Delivery                      |
| 2019 | Freddy in Space 2                                             |
| 2021 | Five Nights at Freddy's: Security Breach                      |
| 2023 | Freddy in Space 3: Chica in Space                             |
| 2023 | Five Nights at Freddy's: Help Wanted 2                        |
| 2024 | Five Nights at Freddy's: Into the Pit                         |

## Filmografía
| Año  | Título                                             | Rol       |
| ---- | -------------------------------------------------- | --------- |
| 2001 | Birdvillage: The Movie                             |           |
| 2001 | Birdvillage Beak's Vacation                        |           |
| 2001 | Birdvillage Beak's Adventure                       |           |
| 2001 | Birdvillage Beak's Snowball Fight                  |           |
| 2001 | Birdvillage Second Nest                            |           |
| 2003 | A Mushsnail Tale                                   |           |
| 2003 | Return to Mushsnail: The Ledend of Snowmill        |           |
| 2004 | Noah´s: Story of the Biblical Flood                |           |
| 2005 | The Pilgrim´s Progress                             |           |
| 2006 | A Christmas Journey: About the Blessings God Gives |           |
| 2006 | Christmas Symbols                                  |           |
| 2010 | Bible Plays series                                 |           |
| 2010 | Rock 'N learn series                               |           |
| 2010 | The Jesus Kids' Club series                        |           |
| 2023 | Five Nights at Freddy's                            | Productor |
| 2025 | Five nights at freddy’s 2                          | Productor |